# Rượu mơ
Rượu mơ là một loại rượu phổ biến trong dân gian, được được chế biến bằng phương pháp ngâm ủ quả mơ tươi với rượu gạo trắng sản xuất theo phương pháp truyền thống và đôi khi là ngâm mật ong hoặc đường với quả mơ theo tỷ lệ khoảng 2 mơ 1 đường sau khoảng 30 - 90 ngày mới ngâm lẫn với rượu. Cũng có thể phối hợp 2 phương pháp trên.

## Công dụng
Theo dân gian thì rượu mơ đã trở thành đồ uống quen thuộc với những tác dụng đối sức khỏe như: kích thích tiêu hóa giúp ăn ngon miệng, điều trị bệnh đường ruột, cung cấp chất dinh dưỡng cho hệ thần kinh, có tác dụng giảm bệnh lo âu và tinh thần căng thẳng, bệnh mất ngủ, với hàm lượng axit acitric hữu cơ và amino acid giúp tăng cường sức đề kháng cho cơ thể giảm mệt mỏi suy nhược,...

## Việt Nam
Tại Việt Nam có một số dòng rượu nhẹ nổi tiếng như: Rượu mơ Núi Tản, Rượu mơ Yên Tử, Rượu mơ Hương Tích,...
Cứ vào tháng 3 và tháng 4 hàng năm, mơ lại được ngâm nhưng tùy vùng mà công thức pha chế rượu mơ thành phẩm khác nhau vì vậy rượu mơ cũng có những hương vị khác nhau, nhưng vẫn luôn giữ được mùi mơ tự nhiên vốn có và vị ngọt của mật ong.